# رستم اوروجوف
رستم اوروجوف (انگلیسی: Rustam Orujov؛ زادهٔ ۴ اکتبر ۱۹۹۱) جودوکار اهل جمهوری آذربایجان است.
وی در مسابقات کشوری و بین‌المللی در مجموع برندهٔ ۲ مدال طلا، ۶ مدال نقره، ۲ مدال برنز شده‌است.